# Citrine
La citrine est une variété de quartz, dont la couleur jaune est due à la présence d'infimes quantités d'oxydes de fer dans le minéral.
La citrine se trouve assez rarement à l'état naturel. Le plus souvent, les cristaux vendus comme tel sont en réalité de l'améthyste chauffée qui prend une couleur jaune au lieu de violette.

## Historique de la description et appellations

### Étymologie
Le terme vient du latin citrus qui désigne le citron, par référence à sa couleur.

### Synonymie
- Quartz hyalin jaune (René Just Haüy)[3]

### Terminologie en gemmologie
Certaines terminologies frauduleuses désignent la citrine :
- bohemian topaze ;
- quartz topaze ;
- topaze de Bahia ;
- topaze de Palmyre ;
- topaze de Salamanque ;
- topaze d'Espagne ;
- topaze dorée ;
- topaze madère.

Ces terminologies sont interdites par le C.I.B.J.O. (World jewellery confederation).

### Fausse citrine en améthyste
Le plus souvent il s'agit d'améthyste chauffée dans des fours, qui prend une couleur jaune au lieu de violette, afin de se faire passer pour une citrine.
Ces fausses citrines sont reconnaissables car elles sont pour la plupart trop translucides, et avec trop peu d'impuretés, ou avec une couleur caramel .

## Gisements producteurs de spécimens remarquables
- Allemagne

Saxe : Gottesberg, Tannenbergsthal, Vogtland
- Autriche

Carinthie : Goldberggruppe, Hohe Tauern,
Basse-Autriche : Litschau, Waldviertel,
Salzbourg : Siglitzstollen (Imhof-Unterbaustollen), Goldbergbaurevier Siglitz-Bockhart, Siglitz-Bockhart-Gebiet, Gasteiner Tal, Hohe Tauern
Styrie : Basaltbruch, Weitendorf, Wildon, Graz
- Brésil

Minas Gerais : Sapo mine, Conselheiro Pena, Doce.
- Espagne

Castille-et-León : Amistad mina (Margarita mina), Villasbuenas, Province de Salamanque 
- États Unis

Californie : Tourmaline Queen Mine, Pala District, Comté de San Diego
- Madagascar

Province d'Antananarivo : Vohitrakanga pegmatite, région de Vakinankaratra (district de Betafo et Antsirabe)
- Tchéquie

Bohême : Morcinov, Lomnice nad Popelkou, Liberec

## Galerie

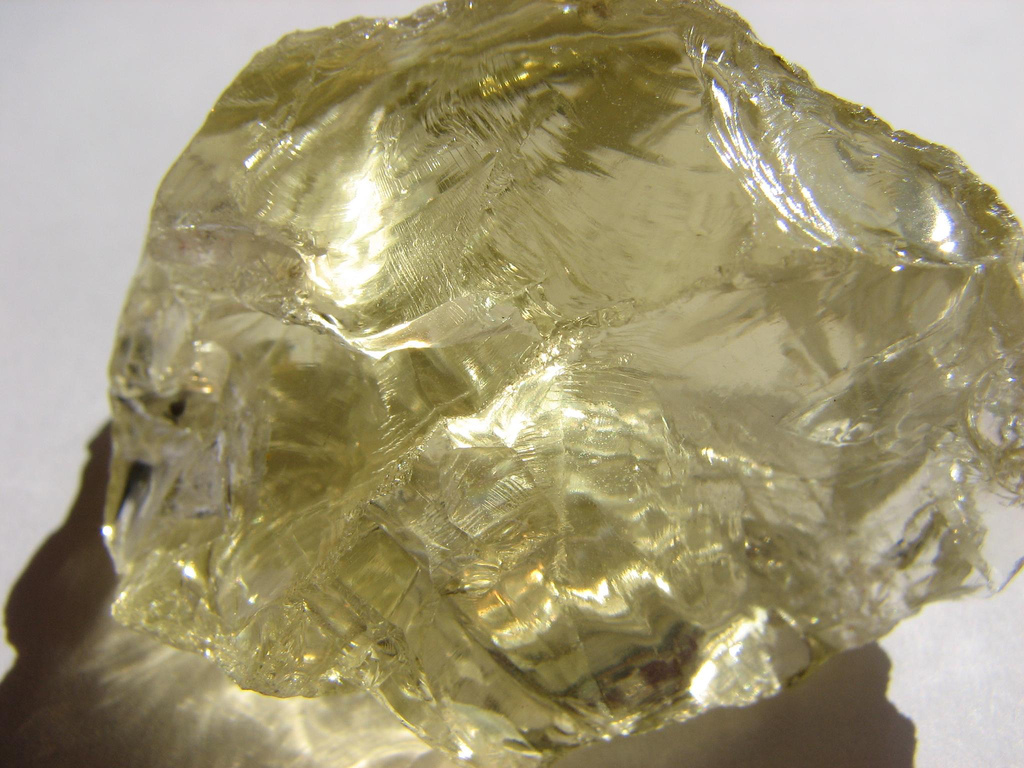
Citrine brute, Brésil.
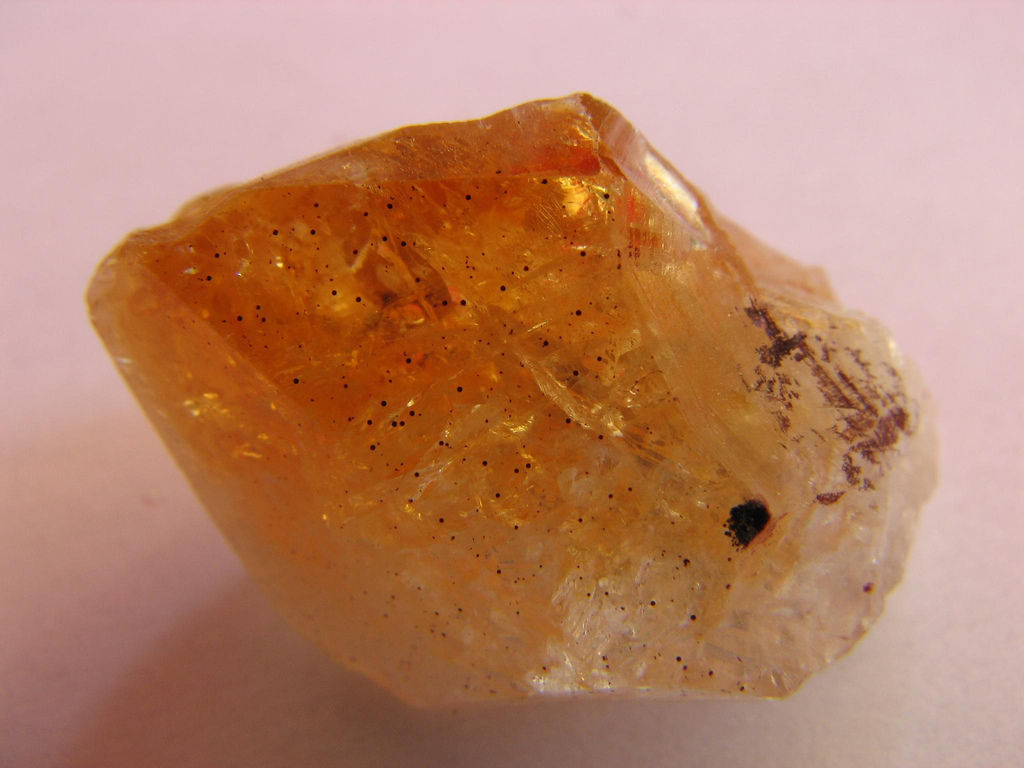
Fausse citrine brute : améthyste chauffée.
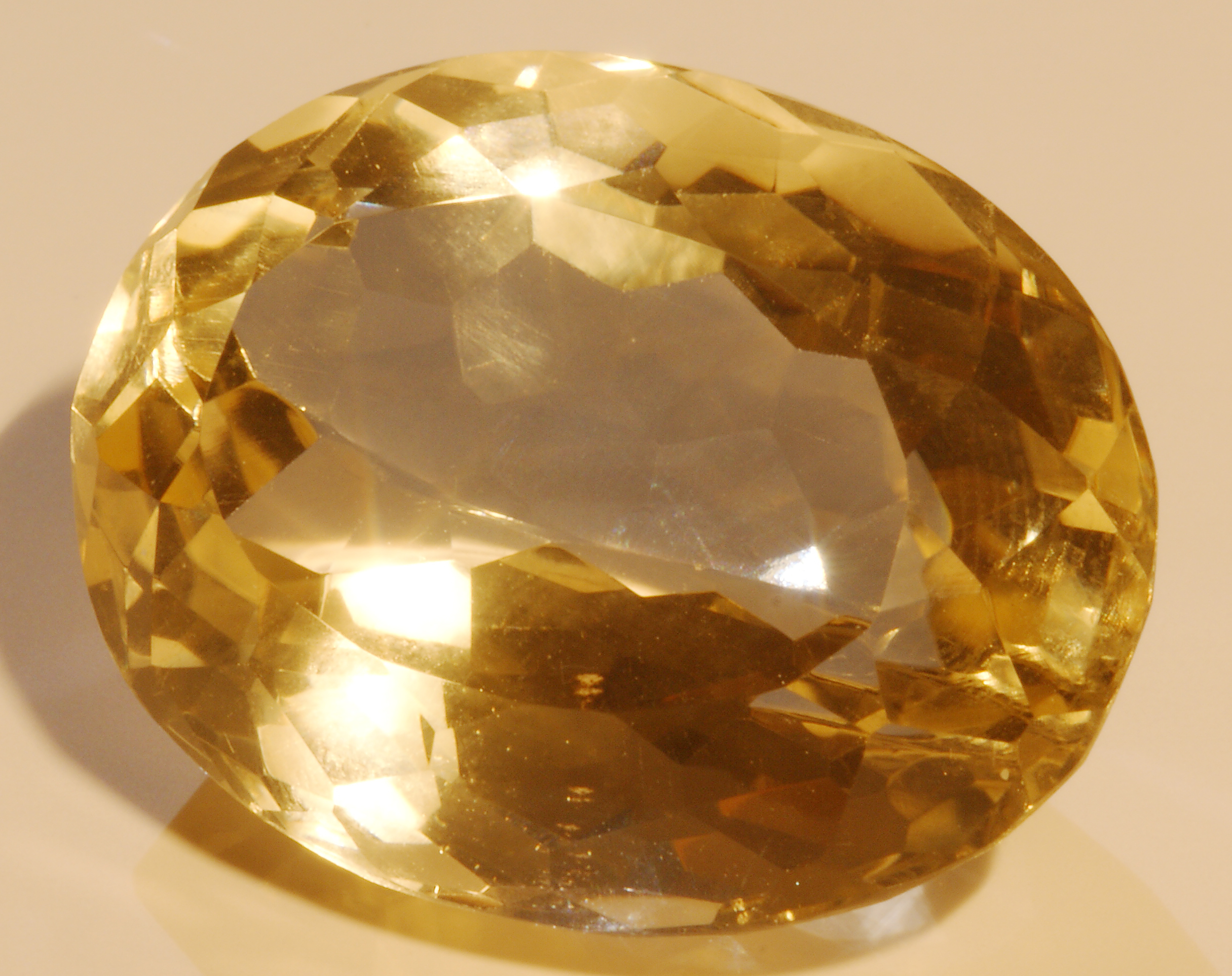
Quartz de citrine taillée (forme naturelle) Minas Gerais, Brésil.
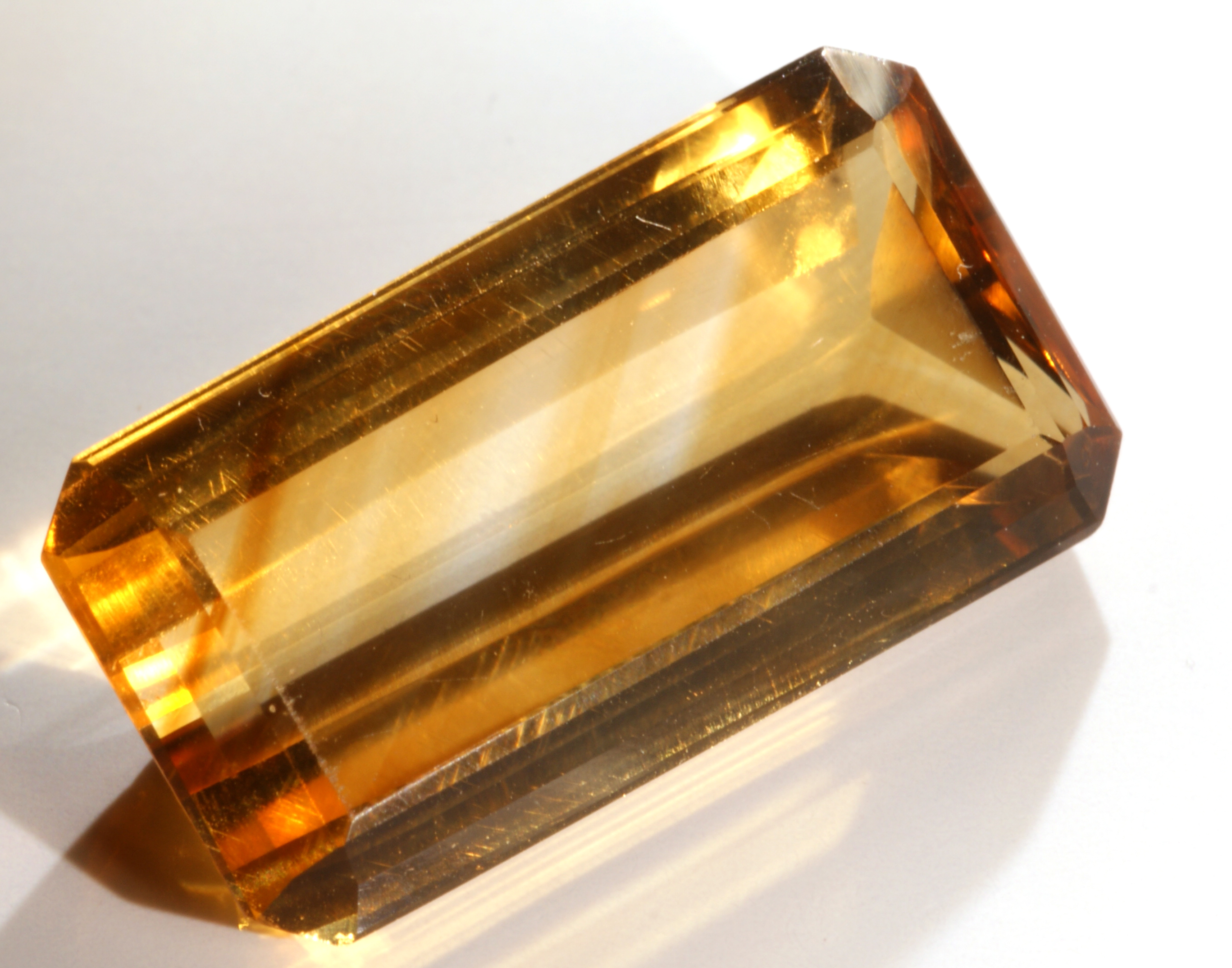
Fausse citrine taillée Minas Gerais, Brésil.